# Локотко, Александр Иванович
Алекса́ндр Ива́нович Локо́тко (бел. Аляксандр Іванавіч Лакотка; род. 25 января 1955, Кузьмичи, Гродненская область) — белорусский архитектор, этнолог, искусствовед, историк. Доктор исторических наук (1993), доктор архитектуры (2002), профессор (2003). Академик Национальной академии наук Республики Беларусь (2014) (член-корреспондент с 2004).

## Биография
Родился в деревне д. Кузьмичи Дятловского района Гродненской области Белорусской ССР.
Окончил архитектурный факультет Белорусского политехнического института (1977).
В 1986 году защитил кандидатскую диссертацию («Общие и региональные особенности народного жилища Белоруссии (середина XIX—XX вв.)»), в 1993 году — докторскую («Белорусское народное зодчество»), в 2001 году — докторскую по теме «Белорусы. Зодчество. Концепция исторического феномена белорусской архитектуры».
С 1990 года преподает в Белорусском государственном университете, Белорусском государственном педагогическом университете имени М. Танка, Белорусском государственном университете культуры и искусств.
С 2003 года получил звание профессора. 23 апреля 2004 года избран членом-корреспондентом Национальной академии наук Республики Беларусь.
Работал архитектором в Белорусском научно-исследовательском и проектном институте по строительству на селе (БелНИИГипросельстрой) Госстроя БССР, руководил архитектурно-реставрационной мастерской Белорусского реставрационно-проектного института, являлся заместителем директора по научной работе Белорусского государственного музея народной архитектуры и быта.
С 1995 года — заведующий отделом архитектуры, с 1997 года — заместитель директора по научной работе Института искусствоведения, этнографии и фольклора им. К. Крапивы Национальной академии наук Белоруссии, с 29 сентября 2004 года — директор Института искусствоведения, этнографии и фольклора им. К. Крапивы Национальной академии наук Белоруссии.

## Награды
Лауреат премии Национальной академии наук Беларуси (2000). Лауреат премии Республики Беларусь «За духовное возрождение» 2008 года за участие в написании десятитомного издания «Беларусы».

## Общественная деятельность
Национальный координатор проекта «Золотое кольцо Беларуси» (ООН/ПРООН, 1996—1997). Член Президиума Республиканского Совета Белорусского общества охраны памятников истории и культуры, вице-президент комиссии по архитектуре и дизайну международной организации народного творчества ЮНЕСКО.

## Научная и педагогическая деятельность
Занимается изучением проблем охраны историко-культурного наследия, реставрации, развития национальных и региональных архитектурных традиций Белоруссии.
Подготовил 3 докторов и 3 кандидатов наук.
Автор более 250 научных публикаций, среди которых — 20 монографий.

### Избранные труды
- Локотко, А. И. Белорусское народное зодчество : середина XIX—XX вв. / А. И. Локотко. — Минск : Навука і тэхніка, 1991. — 286 c.
- Лакотка, А. І. Сілуэты старога Мінска : нарысы драўлянай архітэктуры / А. І. Лакотка. — Мінск : Полымя, 1991. — 124 с.
- Лакотка, А. І. Бераг вандраванняў, ці Адкуль у Беларусі мячэці / А. І. Лакотка. — Мінск : Навука і тэхніка, 1994. — 96 с.
- Лакотка, А. І. Пад стрэхамі прашчураў / А. І. Лакотка. — Мінск : Полымя, 1996. — 384 с.
- Беларусы. Т. 2 : Дойлідства / А. І. Лакотка. — Мінск : Тэхналогія, 1997. — 389 с.
- Лакотка, А. І. Нацыянальныя рысы беларускай архітэктуры / А. І. Лакотка. — Минск : Ураджай, 1999. — 366 с.
- Локотко, А. И. Архитектура европейских синагог / А. И. Локотко. — Минск : Ураджай, 2002. — 156 с.
- Локотко, А. И. Историко-культурные регионы Беларуси / А. И. Локотко. — Минск : ЕГУ, 2002. — 228 с.
- Лакотка, А. І. Драўлянае сакральна-манументальнае дойлідства Беларусі / А. І. Лакотка. — Минск : Беларусь, 2003. — 224 с.
- Локотко, А. И. Архитектурно-ландшафтная топография белорусско-русского этнического пограничья / А. И. Локотко. — Минск : Право и экономика, 2003. — 154 с.
- Локотко, А. И. Архитектурное наследие Беларуси: развитие традиций, охрана и реставрация / А. И. Локотко. — Минск : Право и экономика, 2004. — 303 с.
- Локотко, А. И. Топография природноценных территорий и историко-культурного ландшафта Белорусского государственного музея народной архитектуры и быта / А. И. Локотко. — Минск : Право и экономика, 2005. — 196 с.
- Локотко, А. И. Историко-культурные ландшафты Беларуси / А. И. Локотко. — Минск : Белорусская наука, 2006. — 470 с.
- Туристическая мозаика Беларуси / автор-составитель А. И. Локотко. — Минск : Белорусская наука, 2011. — 640 с.

Автор коллективных монографий «Архітэктура Беларусі : нарысы эвалюцыі ва ўсходнеславянскім і еўрапейскім кантэксце : у 4 т.», «Гарады і вёскі Беларусі : энцыклапедыя», многотомного издания «Памяць».
Участвовал в написании статей для энциклопедий «Энцыклапедыя гісторыі Беларусі : у 6 т.» (1993—2003), «Беларуская энцыклапедыя : у 18 т.».
Автор сценария фильма «Неруш», поставленного на киностудии «Беларусьфильм».